# Kyriacos Mavronicholas
Kyriacos Mavronicholas (Grieks: Κυριάκος Μαυρονικόλας) (Paphos, 15 januari 1955) is een Cypriotisch politicus voor de Kinima Sosialdimokraton (EDEK).
Na zijn afstuderen aan de medicijnenfaculteit van de Universiteit van Athene werkte hij vanaf 1990 als een oogarts. In 2003 werd hij vicevoorzitter van de EDEK. Van 2003 tot 2006 was hij een Cypriotische minister van defensie. In 2009 werd hij verkozen in het Europees Parlement. Op 31 augustus 2012 verliet hij het Europees Parlement en werd opgevolgd door Sophocles Sophocleous.